# 三角皿蛛
三角皿蛛（学名：Linyphia triangularis）为皿蛛科皿蛛属的动物。其种加词“triangularis ”意为“三角形的”。分布于欧洲、俄罗斯、日本以及中国大陆的新疆、甘肃、内蒙古、辽宁、河北等地，主要栖息于草丛。该物种的模式产地在欧洲。